# ماریا پینتاسگلو
ماریا دلوردس پینتاسگلو (Maria de Lourdes Ruivo da Silva de Matos Pintasilgo) در ۱۸ ژانویه ۱۹۳۰ به دنیا آمد و در ۱۰ ژوئیه ۲۰۰۴ درگذشت.
او تنها زنی‌ست که تاکنون در تاریخ پرتغال نخست‌وزیر شده‌است.